# Juraj Vrábel
Juraj Vrábel (* 24. října 1970, Topoľčany) je bývalý slovenský fotbalista, útočník.

## Fotbalová kariéra
V posledním ročníku společné československé ligy nastoupil za FC Nitra ve 25 utkáních a dal 4 góly. Ve slovenské lize hrál za FC Nitra a FC Rimavská Sobota, nastoupil v 62 utkáních a dal 9 gólů.

## Ligová bilance
| Ročník                                   | Zápasy | Góly | Klub               |
| ---------------------------------------- | ------ | ---- | ------------------ |
| 1. československá fotbalová liga 1992/93 | 25     | 4    | FC Nitra           |
| Corgoň liga 1993/94                      | 26     | 7    | FC Nitra           |
| Corgoň liga 1995/96                      | 2      | 0    | FC Nitra           |
| Corgoň liga 1996/97                      | 24     | 2    | FC Rimavská Sobota |
| Corgoň liga 1997/98                      | 10     | 0    | FC Rimavská Sobota |
| LIGA CELKEM                              | 87     | 13   |                    |